# Ignace George Chalhat
Ignace George Chalhat (1831 - 1897; tên thật:Dionysius George Chalhat; cách phiên âm khác:Ignace George Chelhot (Scelhot)) là một Thượng phụ người Syria của Giáo hội Công giáo nghi lễ Syria, trực thuộc Giáo hội Công giáo Rôma. Ông nguyên là Thượng phụ Tòa Thượng phụ Antioch của Giáo hội nghi lễ Syria. Trước đó, ông cò đảm trách nhiệm vụ khác như Tổng giám mục chính tòa Tổng giáo phận Aleppo, tọa lạc tại Li Băng, nghi lễ Syria và song song với chức vị thượng phụ là chức Giám mục chính tòa Giáo phận Mardin and Amida, nghi lễ Syria.

## Tiểu sử
Thượng phụ Chalhat sinh ngày 11 tháng 9 năm 1818 tại Aleppo, thuộc đất nước Syria. Sau quá trình tu học dài hạn tại các cơ sở chủng viện theo quyt định của Giáo luật, ngày 2 tháng 2 năm 1843, Phó tế Chalhat, 25 tuổi tiến đến việc được truyền chức linh mục.
Sau gần 20 năm thực hiện các hoạt động mục vụ với tư cách là một linh mục, ngày 7 tháng 1 năm 1862, ông được tuyển chọn vào hàng Giám mục, cụ thể vị trí chức Tổng giám mục chính tòa Tổng giáo phận Allepo, còn gọi là  Alep [Beroea, Halab], tọa lạc tại Syria và nghi lễ Syria. Lễ tấn phong cho vị tân chức đã được tổ chức sau đó vào ngày 25 tháng 5 cùng năm, với phần nghi thức chính yếu được chủ sự bởi 2 giáo sĩ cấp cao. Chủ phong cho vị giám mục Tân cử là Thượng phụ Ignace Antoine (Jules) Samhiri (tên phiên âm khác: Ignace Antoine I Samhéry), Thượng phụ Tòa Thượng phụ Antioch, nghi lễ Syria. Vị còn lại đóng vai trò phụ phong, là Giám mục Gabriele Sciasciatian (Chachatia), Giám mục chính tòa Giáo phận Mardin, nghi lễ Armenians.
Hơn 12 năm sau đó, Tổng giám mục Chalhat được chọn vào vị trí mới là Thượng phụ Tòa Thượng phụ Antioch vào ngày 21 tháng 12 năm 1874. Về chức danh Giám mục chính tòa Giáo phận Mardin and Amida, nghi lễ Syria, ngày bắt đầu sứ vụ có mâu thuẫn giữa các nguồn tư liệu: Thượng phụ Chalhat có thể đảm trách từ cùng ngày được chọn làm Thượng phụ hoặc bắt đầu ngày 1 tháng 5 năm 1888 mới bắt đầu đảm trách.
Ông qua đời ngày 8 tháng 12 năm 1891, thọ 73 tuổi, sau 17 năm tại vị trí Thượng phụ Antioch nghi lễ Syria.